# StreetDance 3D
StreetDance 3D ist ein britischer 3D-Tanzfilm aus dem Jahr 2010 der Regisseure Max Giwa und Dania Pasquini mit Nichola Burley und Richard Winsor in den Hauptrollen.

## Handlung
Die junge leidenschaftliche Tänzerin und Choreografin Carly hat sich zusammen mit ihrer in London lebenden Streetdance-Crew Jay 20 für die britischen Streetdance-Meisterschaften qualifiziert. Als ihr Freund Jay, der Anführer und einer der besten Tänzer der Gruppe, die Crew verlässt, muss sie deren Leitung übernehmen und die Tänzer davon überzeugen, dass sie fähig ist, die Gruppe ins Finale zu führen. 
Doch zunächst müssen sie einen geeigneten Ort zum Trainieren finden. Helena, eine Tanzlehrerin der Londoner National Ballet School, stellt ihnen einen Raum in der Tanzakademie zur Verfügung. Im Gegenzug sollen die Street-Dancer die von ihnen gering geschätzten Ballettschüler in ihr Tanztraining einbeziehen, die für eine Aufnahme in das angesehene Royal Ballet trainieren. Trotz unterschiedlicher Meinungen und Lebenssituationen finden alle über den Tanz zu gegenseitigem Respekt. Carly und Tomas, einer der Balletttänzer, kommen sich persönlich näher. Als Carly herausfindet, dass Jay zu ihren stärksten Konkurrenten, der Gruppe The Surge, übergelaufen ist, sieht sie zunächst keine Chance mehr, die Meisterschaften zu gewinnen. Auch Jay gibt ihr zu verstehen, dass er ihre Crew für chancenlos hält. Doch es gelingt Carly, eine Choreografie zu kreieren, die die unterschiedlichen Tanzstile Ballett und Street Dance miteinander verbindet. Mit dieser neuartigen Tanzdarbietung gewinnt die inzwischen zu Breaking Point umbenannte Crew am Ende die Meisterschaft.

## Hintergrund
- Der in Deutschland im Verleih von Universum Film GmbH und SquareOne Entertainment erschienene Film war der erste in 3D produzierte Tanzfilm.

- Im Film spielen mehrere Teilnehmer der britischen Casting-Show Britain’s Got Talent mit: Der Streetdancer George Sampson (Gewinner der zweiten Staffel 2008) gibt in diesem Film sein Debüt als Schauspieler, daneben treten die Tanzcrews Diversity (Gewinner der dritten Staffel 2009) und Flawless (Finalisten der dritten Staffel 2009) auf.

- 2012 entstand mit StreetDance 2 eine Fortsetzung, die vom selben Produktionsteam inszeniert wurde.

## Kritiken
„Inhaltlich flach, unterhält der Film zumindest seine Zielgruppe durch die dynamischen, die Bewegung im Raum mitreißend umsetzenden Tanzsequenzen.“

„Sympathisch wie die beiden Hauptfiguren und ihre Darsteller, die britische Newcomerin Nichola Burley und Ballettprofi Richard Winsor, ist auch der ganze Film, der seine Story nie melodramatisch überspitzt und Originalität vor allem in den die Tiefe des Raums nutzenden Tanzsequenzen zu erreichen versucht.“

„Feine Tanzoper aus Großbritannien mit toller Akrobatik und einem furiosen Finale. In 3D, was Spaß, aber kaum neue Perspektiven bringt.“